# Kabinet-Temple I
Het kabinet–Temple I was de uitvoerende macht van de Britse overheid van 6 februari 1855 tot 20 februari 1858.
| Ambtsbekleder                  | Ambtsbekleder           | Ambtsbekleder                                         | Functie                               | Ambtstermijn     | Ambtstermijn     | Partij        |
| ------------------------------ | ----------------------- | ----------------------------------------------------- | ------------------------------------- | ---------------- | ---------------- | ------------- |
|                                | Henry John Temple       | Burggraaf Palmerston Henry John Temple (1784–1865)    | Premier                               | 6 februari 1855  | 20 februari 1858 | Whig Party    |
| Leader of the House of Commons | Henry John Temple       | Burggraaf Palmerston Henry John Temple (1784–1865)    |                                       | 6 februari 1855  | 20 februari 1858 | Whig Party    |
|                                | William Ewart Gladstone | William Ewart Gladstone (1809–1898)                   | Minister van Financiën                | 30 december 1852 | 5 maart 1855     | Whig Party    |
|                                | George Cornewall Lewis  | Sir George Cornewall Lewis (1805–1863)                | Minister van Financiën                | 5 maart 1855     | 20 februari 1858 | Whig Party    |
|                                | George Villiers         | Graaf van Clarendon George Villiers (1800–1870)       | Minister van Buitenlandse Zaken       | 20 februari 1853 | 20 februari 1858 | Whig Party    |
|                                | George Grey             | Sir George Grey (1799–1882)                           | Minister van Binnenlandse Zaken       | 6 februari 1855  | 20 februari 1855 | Whig Party    |
|                                | Granville Leveson-Gower | Graaf Granville Granville Leveson-Gower (1815–1891)   | Lord President of the Council         | 6 februari 1855  | 20 februari 1858 | Whig Party    |
| Leader of the House of Lords   | Granville Leveson-Gower | Graaf Granville Granville Leveson-Gower (1815–1891)   |                                       | 6 februari 1855  | 20 februari 1858 | Whig Party    |
|                                | George Campbell         | Hertog van Argyll George Campbell (1823–1900)         | Lord Privy Seal                       | 5 januari 1853   | 10 december 1855 | Whig Party    |
|                                | Dudley Ryder            | Graaf van Harrowby Dudley Ryder (1798–1882)           | Lord Privy Seal                       | 10 december 1855 | 3 februari 1858  | Whig Party    |
|                                | Ulick de Burgh          | Markies van Clanricarde Ulick de Burgh (1802–1874)    | Lord Privy Seal                       | 3 februari 1858  | 20 februari 1858 | Whig Party    |
|                                | Robert Rolfe            | Baron Cranwort Robert Rolfe (1790–1868)               | Lord Chancellor                       | 28 december 1852 | 20 februari 1858 | Whig Party    |
|                                | Fox Maule-Ramsay        | Heer Panmure Fox Maule- Ramsay (1801–1874)            | Minister voor Oorlog                  | 6 februari 1855  | 20 februari 1858 | Whig Party    |
|                                | James Graham            | Sir James Graham (1792–1861)                          | Minister voor de Marine               | 28 december 1852 | 15 maart 1855    | Whig Party    |
|                                | Charles Wood            | Sir Charles Wood (1800–1885)                          | Minister voor de Marine               | 15 maart 1855    | 20 februari 1858 | Liberal Party |
|                                | Edward Cardwell         | Edward Cardwell (1813–1886)                           | Minister van Handel                   | 28 december 1852 | 30 december 1855 | Liberal Party |
|                                | Edward Stanley          | Baron Stanley van Alderley Edward Stanley (1802–1869) | Minister van Handel                   | 30 december 1855 | 20 februari 1858 | Liberal Party |
|                                | Sidney Herbert          | Baron Herbert van Lea Sidney Herbert (1810–1861)      | Minister voor Koloniale Zaken         | 6 februari 1855  | 22 februari 1855 | Liberal Party |
|                                | John Russell            | Graaf Russell John Russell (1792–1878)                | Minister voor Koloniale Zaken         | 22 februari 1855 | 20 juli 1855     | Liberal Party |
|                                | William Molesworth      | Sir William Molesworth (1810–1855)                    | Minister voor Koloniale Zaken         | 20 juli 1855     | 22 oktober 1855  | Liberal Party |
|                                |                         |                                                       | Minister voor Koloniale Zaken         | Vacant           |                  |               |
|                                | Henry Labouchere        | Henry Labouchere (1798–1869)                          | Minister voor Koloniale Zaken         | 20 november 1855 | 20 februari 1858 | Liberal Party |
|                                | Charles Wood            | Sir Charles Wood (1800–1885)                          | Minister voor Brits-Indië             | 28 december 1852 | 15 maart 1855    | Liberal Party |
|                                | Robert Vernon           | Sir Robert Vernon (1800–1873)                         | Minister voor Brits-Indië             | 15 maart 1855    | 20 februari 1858 | Liberal Party |
|                                |                         |                                                       | Kanselier van het Hertogdom Lancaster | Vacant           | Vacant           | Vacant        |
|                                | Dudley Ryder            | Graaf van Harrowby Dudley Ryder (1798–1882)           | Kanselier van het Hertogdom Lancaster | 30 maart 1955    | 10 december 1855 | Whig Party    |
|                                | Matthew Baines          | Matthew Baines (1799–1860)                            | Kanselier van het Hertogdom Lancaster | 10 december 1855 | 20 februari 1858 | Liberal Party |
|                                | Charles Canning         | Graaf Canning Charles Canning (1812–1862)             | Minister van Posterijen               | 5 januari 1853   | 10 december 1855 | Liberal Party |
|                                | George Campbell         | Hertog van Argyll George Campbell (1823–1900)         | Minister van Posterijen               | 10 december 1855 | 20 februari 1858 | Whig Party    |

Russell I ·
Smith-Stanley I ·
Hamilton-Gordon ·
Temple I ·
Smith-Stanley II ·
Temple II ·
Russell II ·
Smith-Stanley III ·
Disraeli I ·
Gladstone I ·
Disraeli II ·
Gladstone II ·
Gascoyne-Cecil I ·
Gladstone III ·
Gascoyne-Cecil II ·
Gladstone IV ·
Primrose ·
Gascoyne-Cecil III ·
Gascoyne-Cecil IV ·
Balfour ·
Campbell-Bannerman ·
Asquith I ·
Asquith II ·
Asquith III ·
Asquith IV ·
Lloyd George I ·
Lloyd George II ·
Law ·
Baldwin I ·
MacDonald I ·
Baldwin II ·
MacDonald II ·
MacDonald III ·
MacDonald IV ·
Baldwin III ·
Chamberlain I ·
Chamberlain II ·
Churchill I ·
Churchill II ·
Attlee I ·
Attlee II ·
Churchill III ·
Eden ·
Macmillan I ·
Macmillan II ·
Douglas-Home ·
Wilson I ·
Wilson II ·
Heath ·
Wilson III ·
Callaghan ·
Thatcher I ·
Thatcher II ·
Thatcher III ·
Major I ·
Major II ·
Blair I ·
Blair II ·
Blair III ·
Brown ·
Cameron I ·
Cameron II ·
May I ·
May II ·
Johnson I ·
Johnson II ·
Truss ·
Sunak ·
Starmer